# Buffalo Bisons
De Buffalo Bisons is een Minor league baseballteam uit Buffalo in de staat New York. Ze spelen in de North Division van de International League. Hun stadion heet Dunn Tire Park. Ze zijn verwant met de Toronto Blue Jays.

## Titels
De Bisons hebben de Governors' Cup 6 keer gewonnen en 10 keer gespeeld.
- 1933 - Gewonnen van de Rochester Red Wings
- 1936 - Gewonnen van de Baltimore Orioles (bestaat niet meer en niet de Baltimore Orioles van de Major League Baseball).
- 1938 - Verloren van Newark Bears
- 1947 - Verloren van de Syracuse SkyChiefs
- 1949 - Verloren van de Montréal Royals
- 1957 - Gewonnen van de Miami Sun Sox
- 1961 - Gewonnen van Rochester Red Wings
- 1998 - Gewonnen van de Durham Bulls
- 2002 - Verloren van de Durham Bulls
- 2004 - Gewonnen van de Richmond Braves